# Aérodrome de Borj El Amri
L'aérodrome de Borj El Amri (code OACI : DTTI) est un aérodrome desservant Borj El Amri, une ville du gouvernorat de la Manouba en Tunisie. Il est situé à 23 kilomètres au sud-ouest de Tunis.
Durant la Seconde Guerre mondiale, alors connu sous le nom d'aérodrome de Massicault, il est utilisé par la Twelfth Air Force des United States Army Air Forces durant la campagne de Tunisie, accueillant notamment des Boeing B-17 Flying Fortress, des Martin B-26 Marauder et des Lockheed P-38 Lightning.

## Situation
| \| 50 km1:6 099 000 \| Djerba · Zarzis Tunis · Carthage Enfidha · Hammamet Gabès · Matmata Gafsa · Ksar Monastir · Habib-Bourguiba Sfax · Thyna Tabarka · Aïn Draham Tozeur · Nefta El Borma Remada Borj · El Amri |
| 50 km1:6 099 000 |